# Microdipodops
Microdipodomys é um gênero de roedores da família Heteromyidae.

## Espécies
- Microdipodops megacephalus Merriam, 1891
- Microdipodops pallidus Merriam, 1901